# Horace Vernet

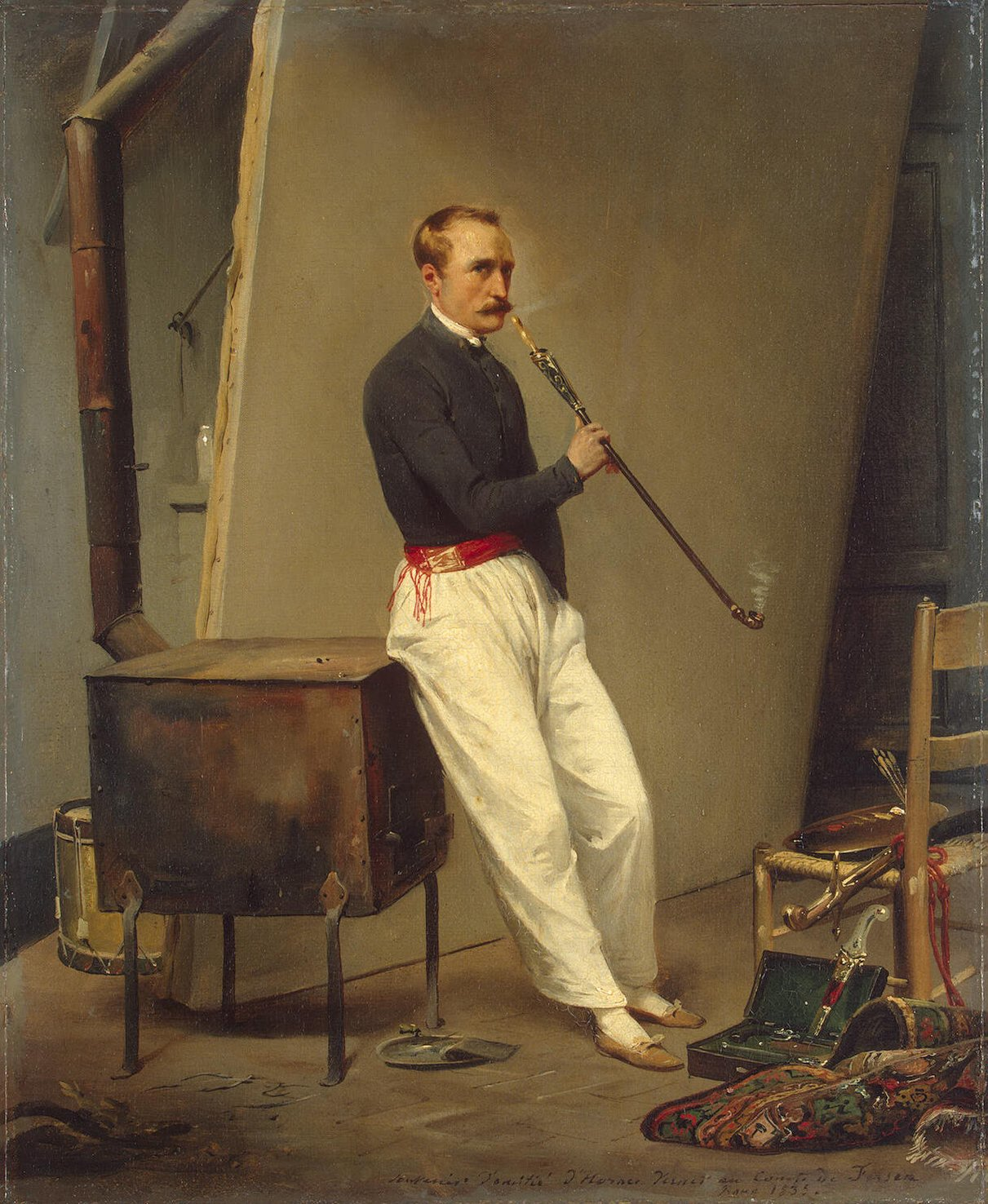
Selbstbildnis (1835)

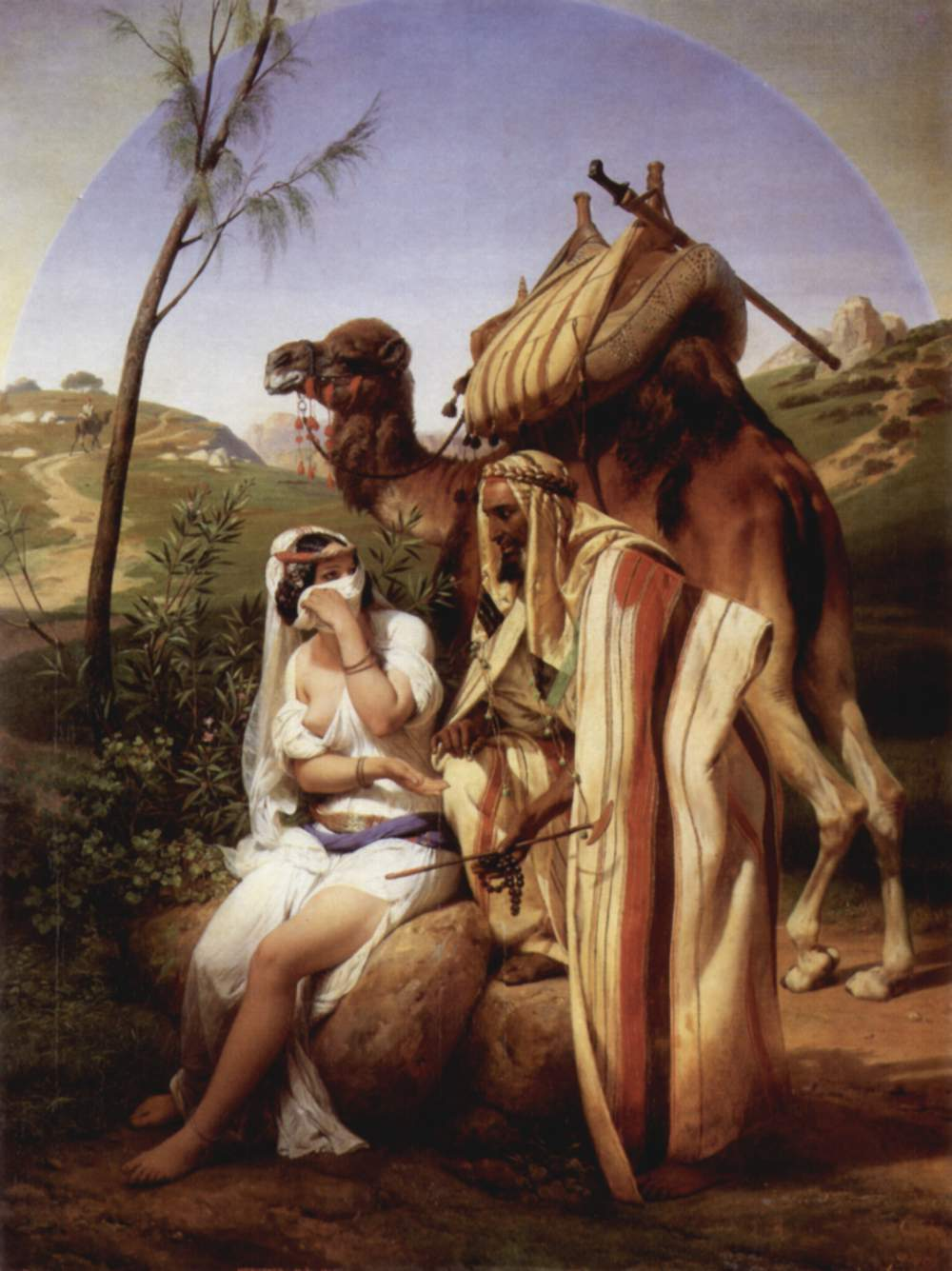
Judas und Tamar (1840). Das Bild wurde auf dem Salon de Paris 1843 ausgestellt. Die Wolldecke „spielt seit der Eroberung Algiers auf so vielen Bildern eine große Rolle“.

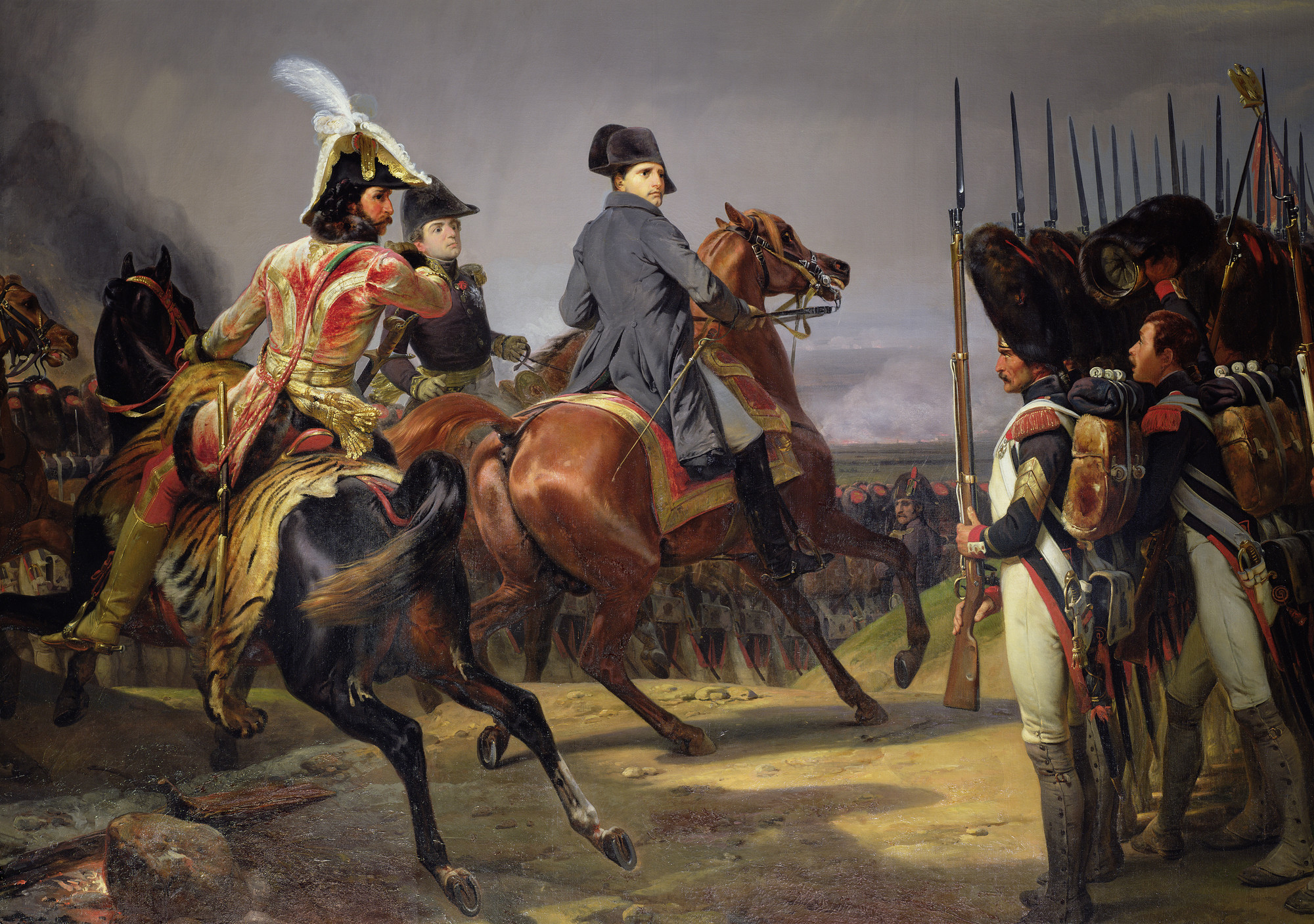
Die Schlacht von Jena (1836). Napoleon rügt einen disziplinlosen Grenadier der kaiserlichen Garde, der zum Angriff („en avant!“ - „vorwärts!“) drängt. Historisch unbelegte Anekdote, die bei Entstehung des Historiengemäldes bereits weit verbreitet war

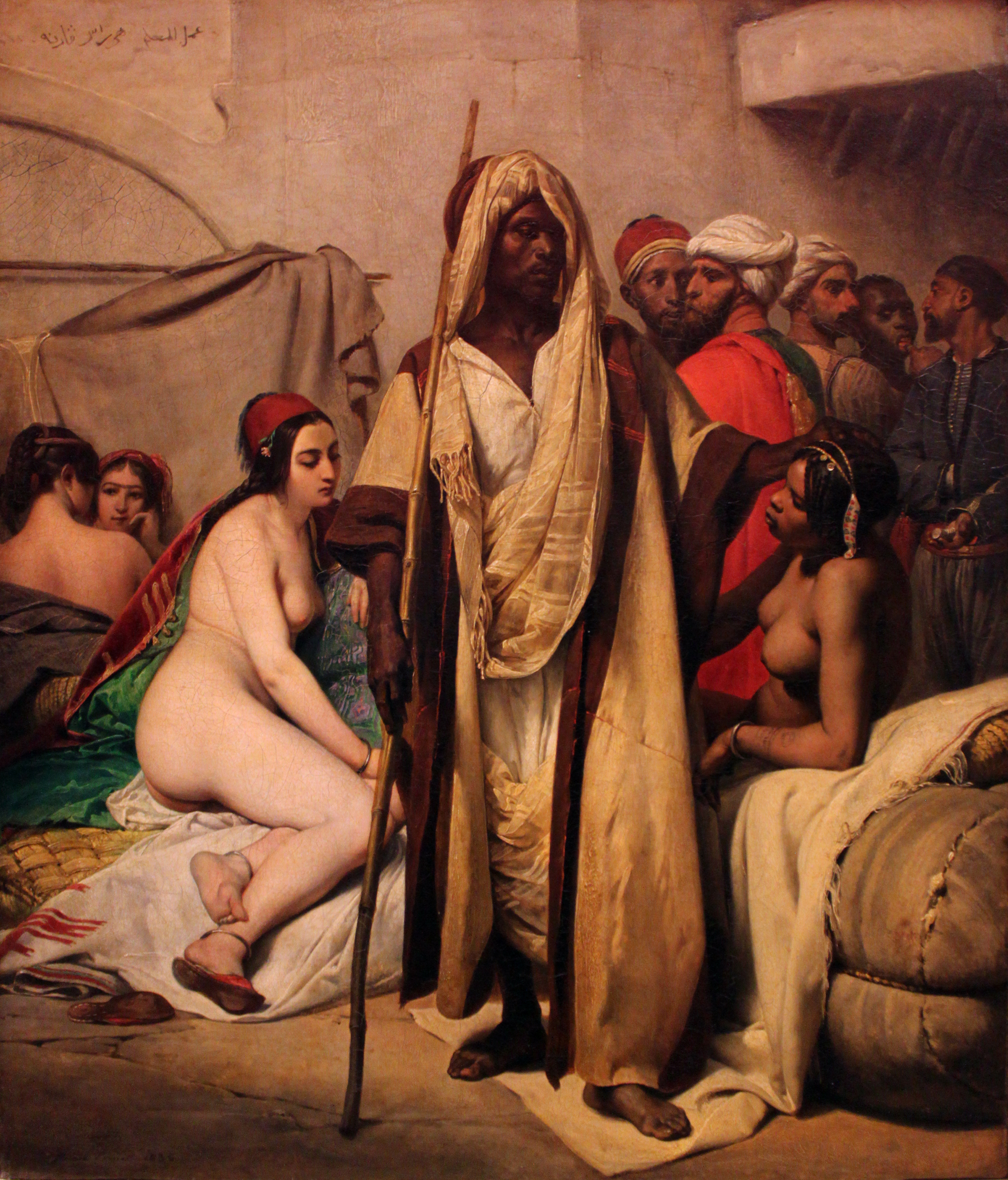
Sklavenmarkt (1836)

Horace Emile Jean Vernet (* 30. Juni 1789 in Paris; † 17. Januar 1863 ebenda) war ein französischer Historien- und Militärmaler sowie Lithograf.

## Leben
Vernet erfuhr seine künstlerische Ausbildung durch seinen Vater Antoine Charles Horace Vernet und durch seinen Großvater Jean-Michel Moreau. Eine Art Praktikum bei dem Maler François-André Vincent war für ihn laut eigener Aussage nicht sehr ergiebig. Als junger Mann lernte er aber Théodore Gericault kennen, der vermutlich Vernets romantischen Stil beeinflusste. Mit 22 Jahren heiratete Vernet 1811 Louise Jeanne Pujol. Mit ihr hatte er eine Tochter; die spätere Ehefrau des Malers Paul Delaroche. 1812 stellte er erstmals das Bild Die Einnahme von Glatz auf dem Pariser Salon aus und errang die Goldmedaille.
1814 war Vernet als überzeugter Bonapartist mit dabei, unter Befehl von Marschall Bon-Adrien-Jeannot de Moncey die Barriere von Clichy zu verteidigen. Mit dem Bild Defense de la barrière Clichy verewigte er 1820 dieses Geschehen auf Leinwand. Noch im selben Jahr wurde er zum Ritter der Ehrenlegion ernannt und brach zusammen mit seinem Vater zu einer Studienreise durch Italien auf.
1825 wurde Vernet Offizier der Ehrenlegion. 1826 berief ihn die Académie des Beaux-Arts in Paris zum Nachfolger von Jean Jacques Le Barbier (1738–1826). 1829 avancierte Vernet zum Direktor der Académie de France in Rom. Dieses Amt hatte er bis 1835 inne und trat es dann an Jean-Auguste-Dominique Ingres ab. Zwischen 1839 und 1840 bereiste Vernet zusammen mit seinem Schüler Frédéric Goupil-Fresquet den Orient.
Vernet kehrte nach Paris zurück und gewann König Louis Philippe als Mäzen. Damit und durch sein enormes Werk, das er ganz nach dem Geschmack des Publikums ausrichtete, erreichte er einen sensationellen Durchbruch. Durch gelegentliche Reisen gewann er neue Auftraggeber: z. B. 1836 und nochmal 1842 weilte Vernet in Sankt Petersburg und porträtierte die Zarenfamilie. In New York wurde Horace Vernet 1845 zum Ehrenmitglied (Honorary NA) der National Academy of Design gewählt. Die Académie royale des Sciences, des Lettres et des Beaux-Arts de Belgique nahm ihn 1846 als assoziiertes Mitglied auf. Während des Krimkriegs schloss sich Vernet wiederum der französischen Armee an und brachte davon viele Bilder mit nach Hause; eines der bekanntesten ist das Gemälde Schlacht an der Alma (20. September 1854).
Charles Baudelaire kritisierte 1846, dass Vernet seine Bilder zu Pferde im Galopp erstelle. Seine Popularität dauere nur immer so lange an, wie die Kriege dauerten, die er darstellte. Doch Heinrich Heine berichtete schon anlässlich des Salons 1843 von einer entsprechenden Karikatur.
Von einem Reitunfall konnte sich Vernet nie mehr erholen und verbrachte seine letzten Jahre weitgehend unproduktiv. Im Alter von 73 Jahren starb Emile Jean Horace Vernet am 17. Januar 1863 in Paris.

## Trivia
In der Sherlock-Holmes-Geschichte Der griechische Dolmetscher wird gesagt, Horace Vernet sei ein Großonkel von Sherlock Holmes.

## Werkauswahl
- 1823: Alan MacAulay
- 1830: Louise Vernet, fille de l’artiste (Louise Vernet, Tochter des Künstlers), Paris, Musée du Louvre
- 1834: Rebecca am Brunnen
- 1836: Schlacht bei Wagram, Öl auf Leinwand, Galerie des Batailles Versailles
- 1836: Sklavenmarkt, Berlin, Alte Nationalgalerie
- 1839: Histoire de l’empereur Napoléon (von Paul-Mathieu Laurent), Paris
- 1839: Lénore. Les mors vont vite, Nantes, Musée d’Art
- 1840: Judas und Tamar, London, Wallace Collection
- 1845: Prise de la Smala d’Abd El-Kader (Einnahme der Smala von Abd el-Kader), Versailles, Musée national du château de Versailles et des Trianons
- 1846: Louis-Philippe et ses fils à cheval devant le château de Versailles (Louis-Philippe und seine Söhne zu Pferd vor dem Schloss Versailles), Versailles, Musée national du château de Versailles et des Trianons
- 1856: L’arabe diseur de contes, Ashkenazy Gallery, Kalifornien
- 1859/60: Die Schlacht von Solferino, Heeresgeschichtliches Museum, Wien.
- Officier de Highlanders (Offizier der Highlander), Musée de la Sénatorerie, Guéret
- Prise de Glatz (Einnahme von Glatz), Goldmedaille des Pariser Salons 1812
- Prise de Breslau (Einnahme von Breslau am 7. Januar 1807)